# Gerhard Ebeling
Gerhard Ebeling (6 de juny de 1912, Berlín - † 30 de setembre de 2001, Zúric) fou un historiador de l'Església i un teòleg protestant, considerat un dels principals representants de l'hermenèutica bíblica del segle xx.

## Biografia
Fou alumne de Rudolf Karl Bultmann a la Universitat de Marburg, de Wilhelm Maurer a Zuric i d'Emil Brunner a Berlín. L'encontre amb Dietrich Bonhoeffer a Predigerseminar Finkenwalde fou determinant per a ell.
Segons Ebeling, «sigui quin sigui la manera en què es vulgui definir l'hermenèutica, allò cert és que aquesta, en tant que doctrina de la comprensió, té a veure amb l'esdeveniment de la paraula». Per això és que per a Ebeling l'hermenèutica teològica es considera com «doctrina de la paraula de Déu» i esdevé necessària quan la sola paraula ja no serveix per comprendre, perquè es veu alterada i distorsionada.
Ebeling compta amb diversos doctorats honoris causa atorgats, entre d'altres, per la Universitat de Bonn el 1952, la Universitat d'Uppsala, d'Edimburg, de Neuchâtel i de Tübingen el 1997.

## Obres
- Evangelische Evangelienauslegung. Eine Untersuchung zu Luthers Hermeneutik. 1942 (= Ebelings Dissertation)
- Das Wesen des christlichen Glaubens. 1959
- Wort und Glaube, 4 Bände. 1960–1995
- Wort Gottes und Tradition. Studien zu einer Hermeneutik der Konfessionen. 1964
- Luther. Einführung in sein Denken. 1964; ISBN 3-16-143581-8 (Tb.)
- Lutherstudien, 3 Bände (in 5 Teilbänden). 1971–1989.
- Einführung in theologische Sprachlehre. 1971; ISBN 3-16-132511-7
- Dogmatik des christlichen Glaubens, 3 Bände. 1979, 4. Auflage 2012; ISBN 978-3-16-151028-1
- Predigten eines „Illegalen“ aus den Jahren 1939–1945. 1995; ISBN 3-16-146371-4
- Luthers Seelsorge. Theologie in der Vielfalt der Lebenssituationen an seinen Briefen dargestellt. 1997; ISBN 3-16-146712-4